# 22263 Pignedoli
22263 Pignedoli è un asteroide della fascia principale. Scoperto nel 1980, presenta un'orbita caratterizzata da un semiasse maggiore pari a 2,4284307 UA e da un'eccentricità di 0,2661026, inclinata di 11,02199° rispetto all'eclittica.